# Xã Monroe, Quận Turner, Nam Dakota
Xã Monroe (tiếng Anh: Monroe Township) là một xã thuộc quận Turner, tiểu bang Nam Dakota, Hoa Kỳ. Năm 2010, dân số của xã này là 181 người.